# Shin Megami Tensei III: Nocturne
Shin Megami Tensei III: Nocturne (真・女神転生III-NOCTURNE?  "Den sanna gudinnans återfödelse III: Nocturne"), i Nordamerika känt som Shin Megami Tensei: Nocturne, och i Europa som Shin Megami Tensei: Lucifer's Call, är ett datorrollspel utvecklat och utgivet av Atlus till Playstation 2.
Spelet är en del av Shin Megami Tensei-serien, som är en del av den större Megami Tensei-serien.

## Lansering
Nocturne släpptes ursprungligen i Japan den 20 februari 2003, och fick den 29 januari 2004 en utökad director's cut-version vid namn Shin Megami Tensei III: Nocturne Maniax. Den här versionen utvecklades av den nybildade Atlus-studion Maniacs Team. Atlus USA släppte den 12 oktober 2004 en engelskspråkig version baserad på Maniax i Nordamerika; Ghostlight släppte en motsvarande version i Europa den 1 juli 2005, i vilken spelaren utöver engelska även kan välja att spela på franska eller tyska.
Den 6 maj 2014 släpptes den engelskspråkiga versionen av Maniax digitalt via Playstation Network till Playstation 3 i Nordamerika.